# George Lucas
George Walton Lucas Jr., född 14 maj 1944 i Modesto i Kalifornien, är en amerikansk filmregissör, manusförfattare och filmproducent. Han är mest känd för rymdeposet Star Wars och äventyraren Indiana Jones.

## Biografi
Lucas föddes i en kalifornisk småstad, där hans far ägde en affär som sålde kontorsvaror. Han hade tre systrar, två äldre och en yngre. På 1950-talet flyttade familjen till en större ranch och Lucas började i Thomas Downey High School och beskrevs som normalbegåvad. Under tonåren fick han ett växande intresse för bilar och tillbringade mycket tid i bilverkstäder. Hans senare drömmar om att bli racerförare och köra Formel 1 fick dock ett abrupt slut efter en bilolycka den 12 juni 1962. Efter ha vaknat upp efter två dagars koma bestämde han sig för att sluta hålla på med biltävlandet.
Lucas fortsatte istället att studera, på Modesto Junior College, bland annat antropologi, psykologi och filosofi. Tillsammans med en vän fortsatte han sedan sina studier vid University of Southern California (USC), enligt vissa för att kringgå faderns önskan att överta familjens kontorsbutik. På USC studerade Lucas till en början engelska, astronomi och historia. Senare ändrades hans intressen allt mer till film, filmhistoria och animering.
Lucas första produkt var en dokumentärfilm (Look at Life) som visade olika former av våld. Han slutade skolan i augusti 1966. Sedan trodde Lucas att han skulle avklara sin militärtjänst i Vietnam men han blev inte inkallad på grund av diabetes. Lucas började istället som filmfotograf för Saul Bass. Lucas var med i tillkomsten av filmen Why Man Creates (1968) som samma år vann en Oscar för bästa dokumentärfilm. Senare fick han ett stipendium som gav honom möjlighet att vistas vid Warner Bros.
Lucas blev redan 1969 god vän med regissören Francis Ford Coppola. De bildade bolaget American Zoetrope och gjorde THX 1138 tillsammans 1971. Lucas stora genombrott kom 1973 med filmen Sista natten med gänget, med bland andra Richard Dreyfuss, Harrison Ford och Wolfman Jack.
Av Lucas Star Wars-filmer hade den första premiär 1977 och den senaste 2019. Filmseriens stora framgång utgjorde grunden för företaget Lucasfilm, ett av de viktigaste filmföretagen utanför Hollywood. Redan mellan 1973 och 1974 skissade han en basis för en Science fiction-film som även var fylld med motiv från sagovärlden och från gammal mytologi. Hans idé var en barnfilm i rymden som en blandning mellan Blixt Gordon och Förbjuden värld. När George Lucas körde fast i manuset med Star Wars 1975, studerade han boken Hjälten med tusen ansikten av mytologforskaren Joseph Campbell. Campbell hade studerat hjältemyter genom tiderna, och upptäckte ett gemensamt mönster, som han kallade Hjältens äventyr. Lucas har själv berättat att han inspirerades mycket av detta mönster, när han gjorde Star Wars-filmerna.
Parallellt med sin rymdsaga ville Lucas också skapa en ny filmtrilogi tillsammans med sin vän Steven Spielberg. Lucas är uppvuxen med matinéfilmer såsom Sierra Madres skatt och skapade världens kanske mest kända fiktiva arkeolog, Indiana Jones. Namnet Indiana kommer från Lucas dåvarande hund som satt bredvid honom när han skrev sina manusutkast, Alaskan-Malamutehunden "Indiana". Från början skulle Indiana Jones heta "Indiana Smith" men Spielberg tyckte inte att det passade och bytte till "Jones". Karaktären Indiana spelas av skådespelaren Harrison Ford och det har hittills kommit fyra filmer i franchisen: Jakten på den försvunna skatten, Indiana Jones och de fördömdas tempel, Indiana Jones och det sista korståget och Indiana Jones och Kristalldödskallens rike. Den fjärde filmen hade världspremiär 22 maj 2008.
Lucas kontor och den huvudsakliga delen av hans olika företag fanns samlade på Skywalker Ranch i Marin County i Kalifornien strax norr om San Francisco. Fram till 2005 var ranchen centrum för hans filmbolag Lucasfilm, som numera har sitt huvudsakliga centrum i Presidio i San Francisco. Lucas bor dock inte på själva ranchen, utan i en närbelägen stad i Marin County.
Marin County var även platsen där Lucas och hans medarbetare skapade det arbetsteam som idag är Industrial Light and Magic, ett specialeffektföretag som, förutom till Star Wars-filmerna, även skapat specialeffekter till en rad andra filmskapares verk.

## Privat
Den amerikanska ekonomitidskriften Forbes rankade Lucas till att vara världens 380:e rikaste med en förmögenhet på 6,2 miljarder amerikanska dollar för den 23 november 2020.

## Filmografi
| År              | Titel                                      | Medverkade som | Medverkade som     | Medverkade som  | Info              |
| År              | Titel                                      | Regissör       | Exekutiv producent | Manusförfattare | Info              |
| --------------- | ------------------------------------------ | -------------- | ------------------ | --------------- | ----------------- |
| 1967            | Electronic Labyrinth THX 1138 4EB          | Ja             | Nej                | Ja              | Film              |
| 1971            | THX 1138                                   | Ja             | Nej                | Ja              | Film              |
| 1973            | Sista natten med gänget                    | Ja             | Nej                | Ja              | Film              |
| 1977            | Stjärnornas krig                           | Ja             | Ja                 | Ja              | Film              |
| 1979            | Festen är över                             | Nej            | Ja                 | Nej             | Film              |
| 1980            | Rymdimperiet slår tillbaka                 | Nej            | Ja                 | Ja              | Film              |
| 1980            | Kagemusha – spökgeneralen                  | Nej            | Ja                 | Nej             | Film              |
| 1981            | Jakten på den försvunna skatten            | Nej            | Ja                 | Ja              | Film              |
| 1983            | Jedins återkomst                           | Nej            | Ja                 | Ja              | Film              |
| 1984            | Hjältarnas karavan: Ewokernas återkomst    | Nej            | Ja                 | Ja              | TV-film           |
| 1984            | Indiana Jones och de fördömdas tempel      | Nej            | Ja                 | Ja              | Film              |
| 1985            | Star Wars: Droids                          | Nej            | Ja                 | Nej             | Animerad TV-serie |
| 1985            | Ewokerna                                   | Nej            | Ja                 | Nej             | Animerad TV-serie |
| 1985            | Ewoks: Flykten från Endor                  | Nej            | Ja                 | Ja              | TV-film           |
| 1985            | Mishima – ett liv i fyra kapitel           | Nej            | Ja                 | Nej             | Film              |
| 1986            | Labyrint                                   | Nej            | Ja                 | Nej             | Film              |
| 1986            | Ingen plockar Howard                       | Nej            | Ja                 | Nej             | Film              |
| 1986            | Powaqqatsi                                 | Nej            | Ja                 | Nej             | Dokumentär        |
| 1988            | Willow                                     | Nej            | Ja                 | Ja              | Film              |
| 1988            | Landet för längesedan                      | Nej            | Ja                 | Nej             | Animerad film     |
| 1988            | Tucker – en man och hans dröm              | Nej            | Ja                 | Nej             | Film              |
| 1989            | Indiana Jones och det sista korståget      | Nej            | Ja                 | Ja              | Film              |
| 1992–1996       | Indiana Jones äventyr                      | Nej            | Ja                 | Ja              | TV-serie          |
| 1994            | Radioland Murders                          | Nej            | Ja                 | Ja              | Film              |
| 1999            | Star Wars: Episod I – Det mörka hotet      | Ja             | Ja                 | Ja              | Film              |
| 2002            | Star Wars: Episod II – Klonerna anfaller   | Ja             | Ja                 | Ja              | Film              |
| 2003–2005       | Star Wars: Clone Wars                      | Nej            | Ja                 | Nej             | Animerad TV-serie |
| 2005            | Star Wars: Episod III – Mörkrets hämnd     | Ja             | Ja                 | Ja              | Film              |
| 2008            | Indiana Jones och Kristalldödskallens rike | Nej            | Ja                 | Ja              | Film              |
| 2008            | Star Wars: The Clone Wars                  | Nej            | Ja                 | Nej             | Animerad film     |
| 2008–2014, 2020 | Star Wars: The Clone Wars                  | Nej            | Ja                 | Ja              | Animerad TV-serie |
| 2012            | Red Tails                                  | Nej            | Ja                 | Nej             | Film              |
| 2015            | Strange Magic                              | Nej            | Ja                 | Ja              | Animerad film     |
| 2023            | Indiana Jones and the Dial of Destiny      | Nej            | Ja                 | Nej             | Film              |